# Резахох
Резахох (груз. რესიხოხი; осет. Ресы хох, вариант Реза-хох, Реза) — гора на границе России (Северная Осетия) и Южной Осетии. Принадлежит Двалетскому хребту, в центральной части Главного Кавказского хребта. Высота вершины — 3285 метра.
В двух километрах от горы находится селение Кесатикау, c юга-запада расположено село Средний Рук. Склоны крутые, с северной и восточной сторон протекает два ручья. Южный спуск по контрфорсу длиной 5 километров выходит к реке Ерманыдон, притоку Большой Лиахви.
Западнее вершины между Резахох и горой Сохс находится Рокский перевал, соединяющий реку Закка и ущелье Санат на севере с рекой Рокдон и селением Верхний Рук на юге.
Через Рокский перевал в общем востоко-юго-восточном направлении до вершины горы Резахох с отметкой 3285,0, а затем от вершины горы Резахох на 8,5 км в общем востоко-северо-восточном направлении через высоту с отметкой 3295,0 проходит государственная граница Российской Федерации с республикой Южная Осетия.
Восточнее вершины Резахох в верховьях реки Сбадон фиксируется локальный размыв между зругской и техтинской свитами.